# Trésor de Caldas de Reis
Le trésor de Caldas de Reis est un ensemble de 36 éléments en or de plus de 20 carats, d'un poids total de 14,9 kg, trouvé à Caldas de Reis, près de Pontevedra, en Galice (Espagne). Il est daté de l'Âge du bronze ancien (vers 1900 - 1800 av. J.-C.). Il représente, à l'heure actuelle, la plus grande accumulation d'or de la Préhistoire ibérique.

## Historique
Le trésor a été mis au jour le 20 décembre 1940 dans la région d'As Silgadas, près de Caldas de Reis, à 20 km environ au nord de Pontevedra (Espagne). Plusieurs hommes posaient des piliers pour une vigne dans un terrain récemment défriché, quand Amalio Touceda Devesa, en faisant un trou dans le sol, a remarqué qu'avec le fer qu'il enfonçait, un morceau d'or en sortait. Avec les autres ouvriers qui travaillaient avec lui, ils ont creusé et trouvé le trésor à seulement 20 cm de profondeur. Le trésor était directement dans le sol, sans aucun contenant.
Les découvreurs décidèrent de cacher la trouvaille et de vendre le trésor petit à petit, mais ils furent découverts en juin 1941 par la Garde civile (gendarmerie espagnole), qui procéda à confisquer ce qui en restait et à prévenir les experts. Le 21 juin, Fermín Bouza-Brey, en tant que commissaire provincial des fouilles archéologiques, accompagné de Manuel Lois Vidal et Benxamín Valladares Salgado, s'est rendu à la caserne de la Garde civile où il a reconnu la valeur historique et archéologique de la découverte. Le même jour, ils ont déposé le trésor à la Banque d'Espagne à Pontevedra.
La nouvelle de la découverte est parue en 1942 dans le numéro 264 du Bulletin de l'Académie royale galicienne. Le trésor a été déposé au Musée de Pontevedra, qui l'expose aujourd'hui dans son sixième Bâtiment.

## Description
Une grande partie des objets qui constituaient le trésor ayant été vendus, il est impossible d'en connaitre la composition exacte. Selon les découvreurs, il aurait pu être composé d'environ 25 kg d'or, dont il reste 14,9 kg. D'après ces mêmes déclarations, il est clair que ce qui a été perdu était des lingots, et non des pièces individuelles.
Le trésor conservé aujourd'hui se compose de quatre types d'objets :
- Trois verres ou pichets dotés d'une anse.
- Un peigne à trois demi-cercles, peut-être inspiré d'objets du Rhin supérieur.
- 31 lingots annulaires, dont un grand (21 cm de diamètre et 870 g de poids) et le reste dans des tailles comprises entre 13 et 7 cm de diamètre (et entre 735 et 40 g de poids). Au début, le plus grand de ces anneaux était considéré comme un torque, et les plus petits comme des bracelets, mais ils sont aujourd'hui considérés comme des lingots d'or en forme d'anneau, à transporter sertis sur l'anneau plus grand, qui serait un porte-lingots. Celui-ci se termine par deux rivets plats avec un trou, une formule clairement différente de celle utilisée dans d'autres torques connus, et qui permettait d'ouvrir et de fermer facilement l'anneau. Trois de ces lingots présentent des signes d'avoir été coupés et pliés par les découvreurs, c'est-à-dire qu'ils auraient fait partie d'autres lingots annulaires plus grands (ce sont les plus petits, pesant entre 40 et 69 g).
- Six fragments qui feraient partie d'une plaque en bandes, que Bouza Brey a identifiée comme une jarretière.

Récemment, un autre trésor a été découvert, celui-ci à l'intérieur de la ville, qui a été appelé le Trésor de Caldas II, légèrement postérieur au premier. Il se compose d'une applique conique et de 53 fines feuilles enroulées en forme de petits tubes, qui sont censées provenir d'un diadème de lignes qui a été découpé.

## Galerie

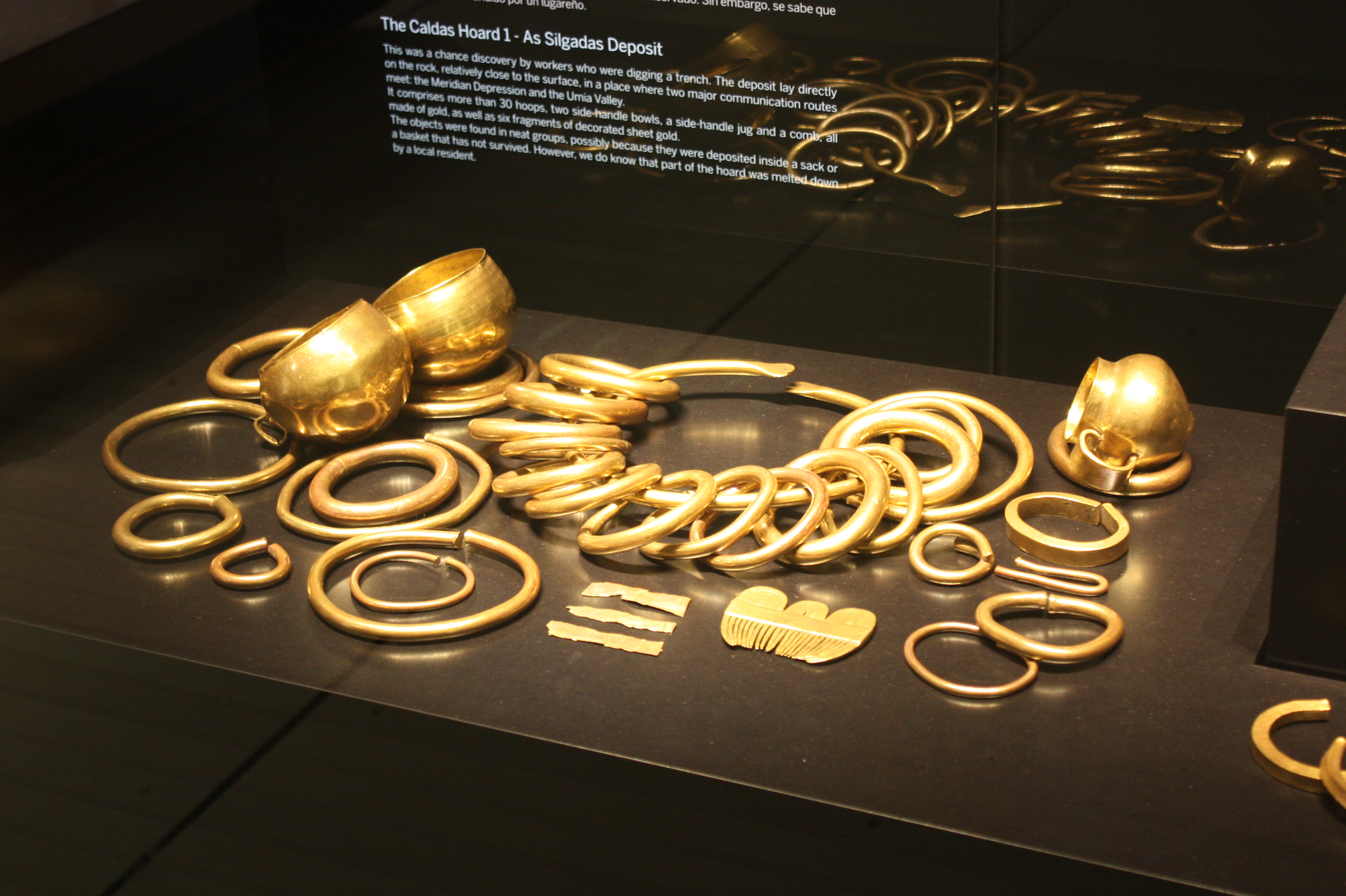
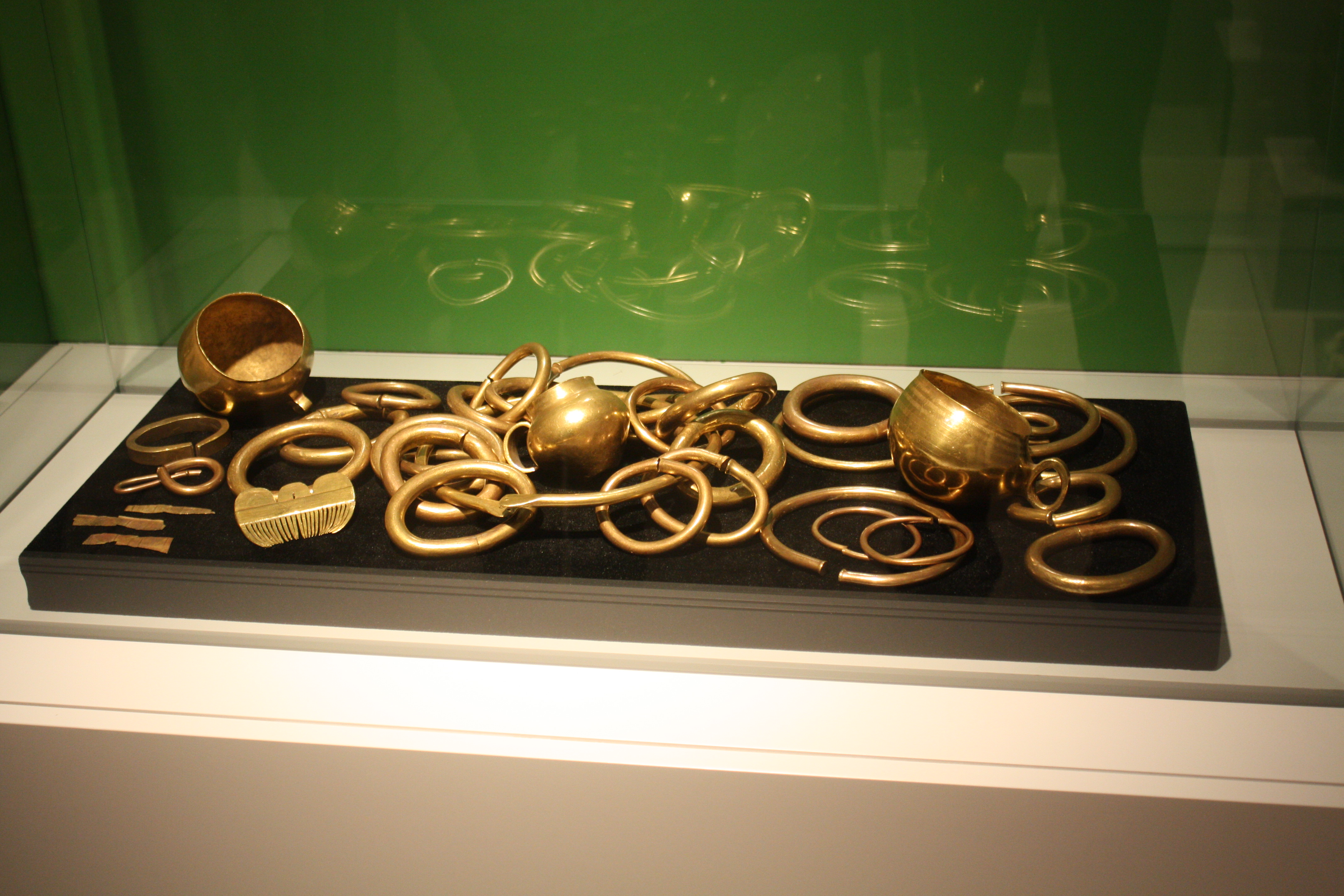
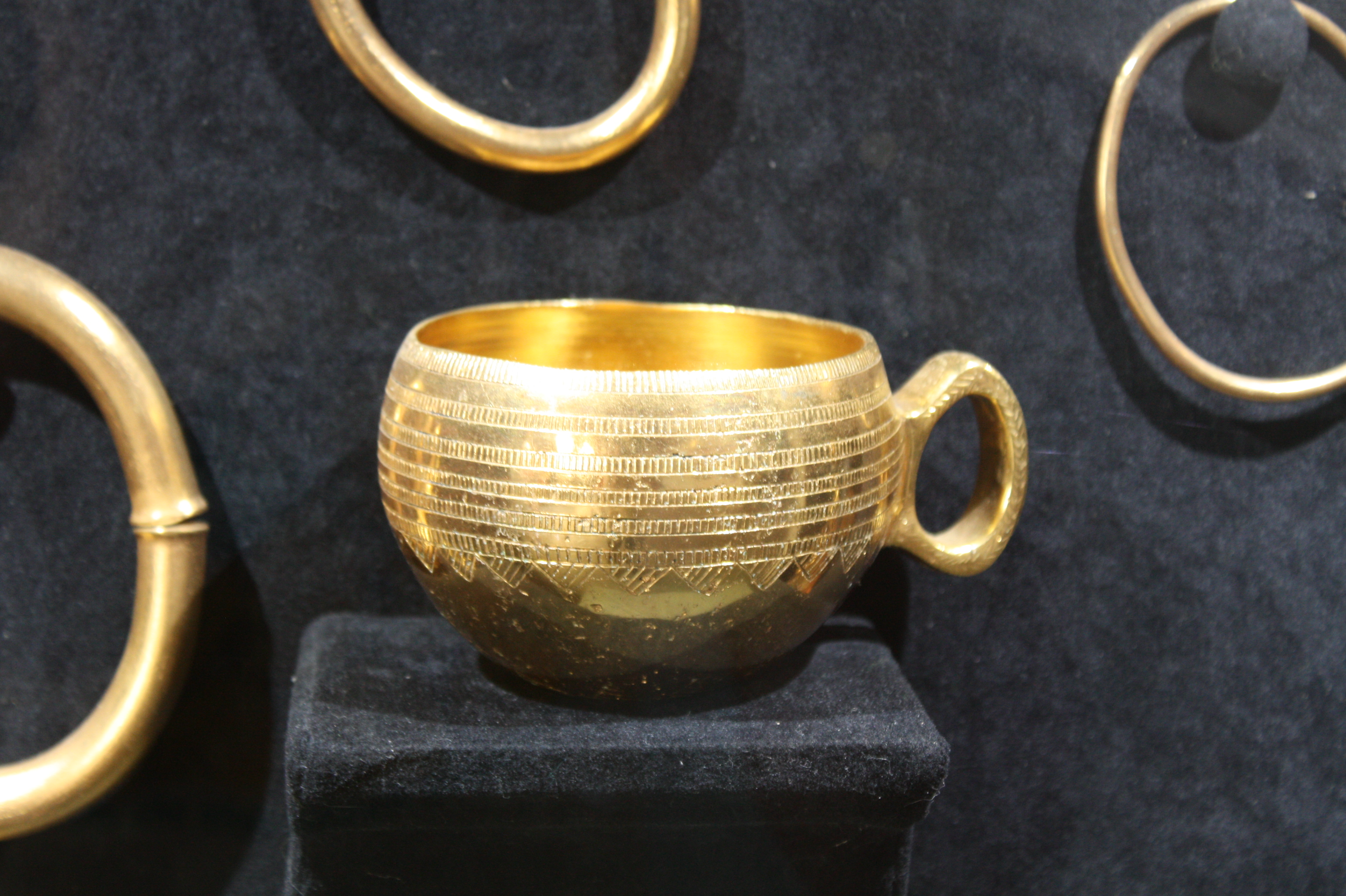
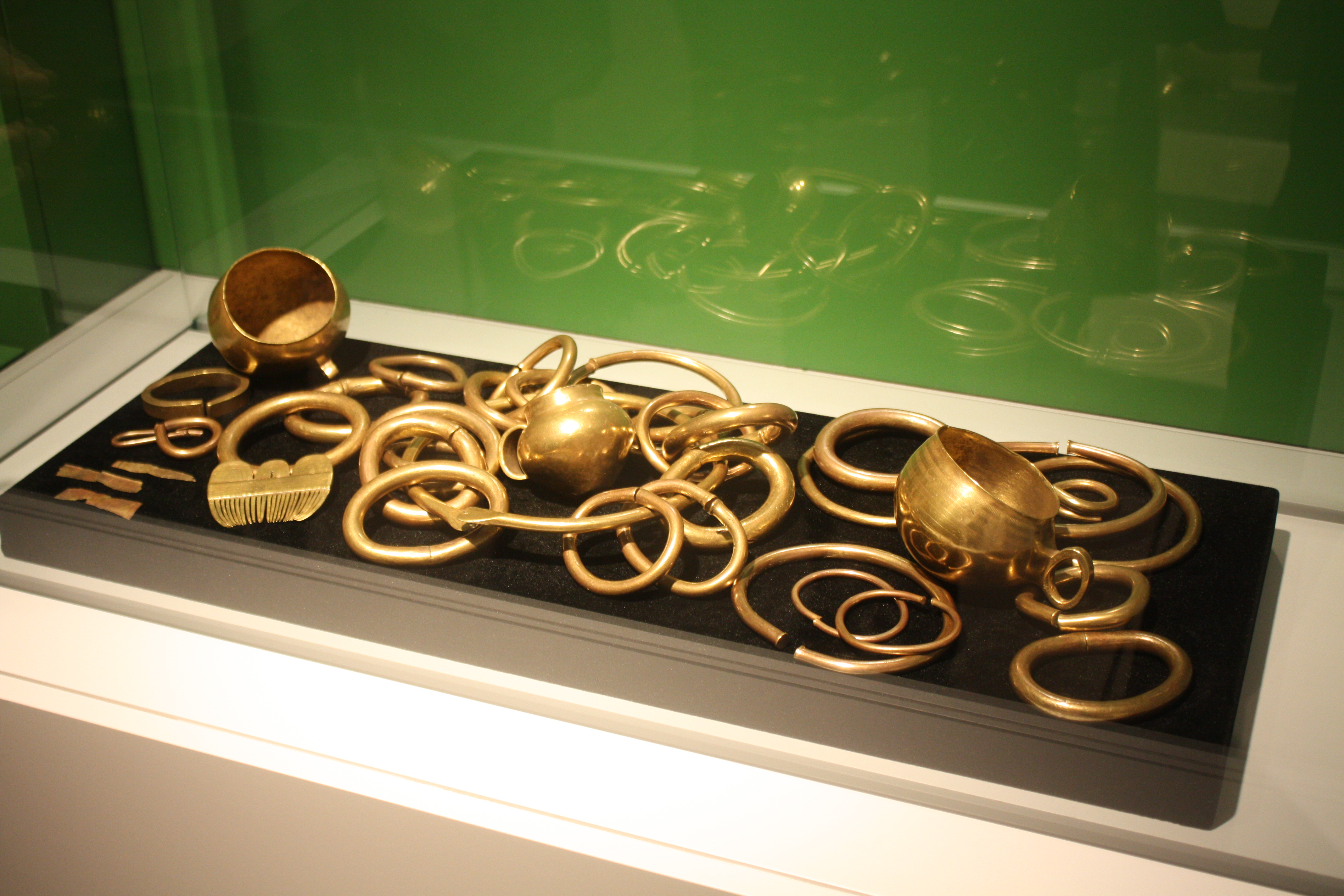

## Interprétation
Le trésor de Caldas de Reis suggère une certaine communauté culturelle avec les Finistères européens (Angleterre, Irlande, Bretagne), et une société structurée de façon hiérarchique sous des élites qui auraient commencé à accaparer les richesses.
Selon l'historien Fermín Bouza Brey, qui a fait connaitre la découverte, « On est plus enclin à croire qu'il s'agit d'une richesse tribale cachée du danger d'une invasion ennemie ». L'historien et l'archéologue Antonio Blanco Freijeiro réfute cette hypothèse : « Ce trésor de Caldas ne pourrait donc pas être... la richesse d'une tribu cachée à un ennemi envahisseur », bien qu'il ne propose pas d'hypothèse alternative.